# Bożenna Sawicka
Bożenna Sawicka – dyrygent, chórmistrz, absolwentka Akademii Muzycznej Fryderyka Chopina w Warszawie.
Studia na Wydziale Wychowania Muzycznego ukończyła w 1975 roku w klasie dyrygowania prof. Henryka Wojnarowskiego oraz na Wydziale Teorii Muzyki, Kompozycji i Dyrygentury w 1979 roku. W roku 1992 ukończyła Podyplomowe Studium Chórmistrzowskie Akademii Muzycznej w Bydgoszczy.
Od 2006 jest profesorem zwyczajnym Uniwersytetu Muzycznego Fryderyka Chopina w Warszawie.
Od roku 1987 związana z Chórem Akademii Medycznej w Białymstoku, a od 1991 dyrygent tego chóru.
W latach 2003–2006 była ekspertem Ministerstwa Edukacji, Nauki i Sportu w komisji ds. awansu zawodowego nauczycieli.
W czerwcu 2006 otrzymała honorową odznakę „Zasłużony dla Kultury Polskiej”. W 2007 została odznaczona Srebrnym Medalem „Zasłużony Kulturze Gloria Artis”.
Pełni funkcję dziekana Wydziału Instrumentalno-Pedagogicznego w Białymstoku Uniwersytetu Muzycznego Fryderyka Chopina w Warszawie. W 2023 została odznaczona Krzyżem Kawalerskim Orderu Odrodzenia Polski.